# San Xoan (przystanek kolejowy)
San Xoan – przystanek kolejowy kolei wąskotorowej FEVE w Ferrol, w Galicji, w Hiszpanii.
| San Xoan                            |  |              |
| Linia Linia kolejowa Ferrol – Gijón |  |              |
| Ferrol                              |  | Virxe do Mar |